# Młodzieżowe Mistrzostwa Polski Par Klubowych na Żużlu 2020
Młodzieżowe Mistrzostwa Polski Par Klubowych na Żużlu 2020 – zawody żużlowe, mające na celu wyłonienie medalistów młodzieżowych mistrzostw Polski par klubowych w sezonie 2020.

## Finał
- Rybnik, 17 września 2020
- Sędzia: b.d.

| Miejsce | Kluby                                        | Suma | Zawodnicy                                                       | Punkty                                           |
| ------- | -------------------------------------------- | ---- | --------------------------------------------------------------- | ------------------------------------------------ |
| 1       | RM Solar Falubaz Zielona Góra                | 26   | 11. Norbert Krakowiak 12. Mateusz Tonder 20. Damian Pawliczak   | 10 (2,2,2,2,w,2) 16 (3,1,3,3,3,3) ns             |
| 2       | Bocar Włókniarz Częstochowa                  | 24   | 3. Jakub Miśkowiak 4. Mateusz Świdnicki 16. Bartłomiej Kowalski | 11 (1,0,3,3,1,3) 13 (3,3,2,1,2,2) ns             |
| 3       | Cash Broker Stal Gorzów Wielkopolski         | 21   | 13. Wiktor Jasiński 14. Kamil Nowacki 21. Kamil Pytlewski       | 11 (1,3,1,3,3,0) 10 (3,0,2,2,2,1) ns             |
| 4       | Arged Malesa TŻ Ostrovia Ostrów Wielkopolski | 17   | 1. Sebastian Szostak 2. Jakub Krawczyk 15. Kacper Grzelak       | 10 (2,0,3,1,1,3) 7 (0,2,1,0,2,2) ns              |
| 5–6     | Motor Lublin                                 | 14   | 9. Wiktor Trofimow jr 10. Jan Rachubik 19. Jakub Szpytma        | 14 (1,3,3,2,3,2) 0 (0,0,0,–,0,–) 0 (–,–,–,0,–,0) |
| 5–6     | Famur ROW Rybnik                             | 14   | 5. Mateusz Tudzież 6. Paweł Trześniewski 17. Błażej Wypior      | 10 (2,1,2,1,1,3) 4 (1,2,0,0,0,1) ns              |
| 7       | MrGarden GKM Grudziądz                       | 10   | 7. Denis Zieliński 8. Kacper Łobodziński 18. Damian Lotarski    | 1 (0,1,–,0,–,–) 8 (3,2,w,1,1,1) 1 (–,–,1,–,0,w)  |

Bieg po biegu:
1. Świdnicki, Szostak, Miśkowiak, Krawczyk
2. Łobodziński, Tudzież, Trześniewski, Zieliński
3. Tonder, Krakowiak, Trofimow, Rachubik
4. Nowacki, Krawczyk, Jasiński, Szostak
5. Świdnicki, Trześniewski, Tudzież, Miśkowiak
6. Trofimow, Łobdziński, Zieliński, Rachubik
7. Jasiński, Krakowiak, Tonder, Nowacki
8. Szostak, Tudzież, Krawczyk, Trześniewski
9. Miśkowiak, Świdnicki, Lotarski, Łobodziński (w)
10. Trofimow, Nowacki, Jasiński, Rachubik
11. Tonder, Krakowiak, Szostak, Krawczyk
12. Miśkowiak, Trofimow, Świdnicki, Szpytma
13. Tonder, Krakowiak, Tudzież, Trześniewski
14. Jasiński, Nowacki, Łobodziński, Zieliński
15. Trofimow, Krawczyk, Szostak, Rachubik
16. Tonder, Świdnicki, Miśkowiak, Krakowiak (w)
17. Jasiński, Nowacki, Tudzież, Trześniewski
18. Szostak, Krawczyk, Łobodziński, Lotarski
19. Miśkowiak, Świdnicki, Nowacki, Jasiński
20. Tudzież, Trofimow, Trześniewski, Szpytma
21. Tonder, Krakowiak, Łobodziński, Lotarski (w)